# Полонія (Бидгощ)
ФК «Полонія» Бидгощ (пол. Klub Piłkarski Polonia Bydgoszcz) — польський футбольний клуб з міста Бидгощ, заснований у 1920 році. Виступає в Четвертій лізі. Домашні матчі приймає на Міському стадіоні, місткістю 15 000 глядачів.

## Досягнення
- Друга ліга
  - Чемпіон: 1953, 1957
- Третя ліга
  - Чемпіон: 1966, 1975.